# Eulaema nigrita
Eulaema nigrita Lepeletier, 1841 è un'ape della tribù Euglossini, diffusa nell'America tropicale.